# Gustav Selve

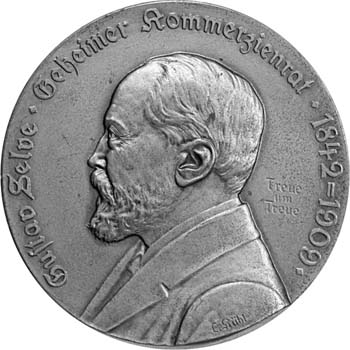
Medaille mit dem Porträt Gustav Selves

Gustav Selve (* 28. Februar 1842 in Lüdenscheid; † 7. November 1909 in Bonn) war ein deutscher Unternehmer. Er zählte vor dem Ersten Weltkrieg zu den bedeutendsten Großindustriellen Deutschlands, führte bereits früh Sozialleistungen für die von ihm beschäftigten Arbeiter ein und gilt als einer der Wegbereiter des modernen Sozialversicherungswesens, das später durch Otto von Bismarck gesetzlich verankert wurde.

## Familie

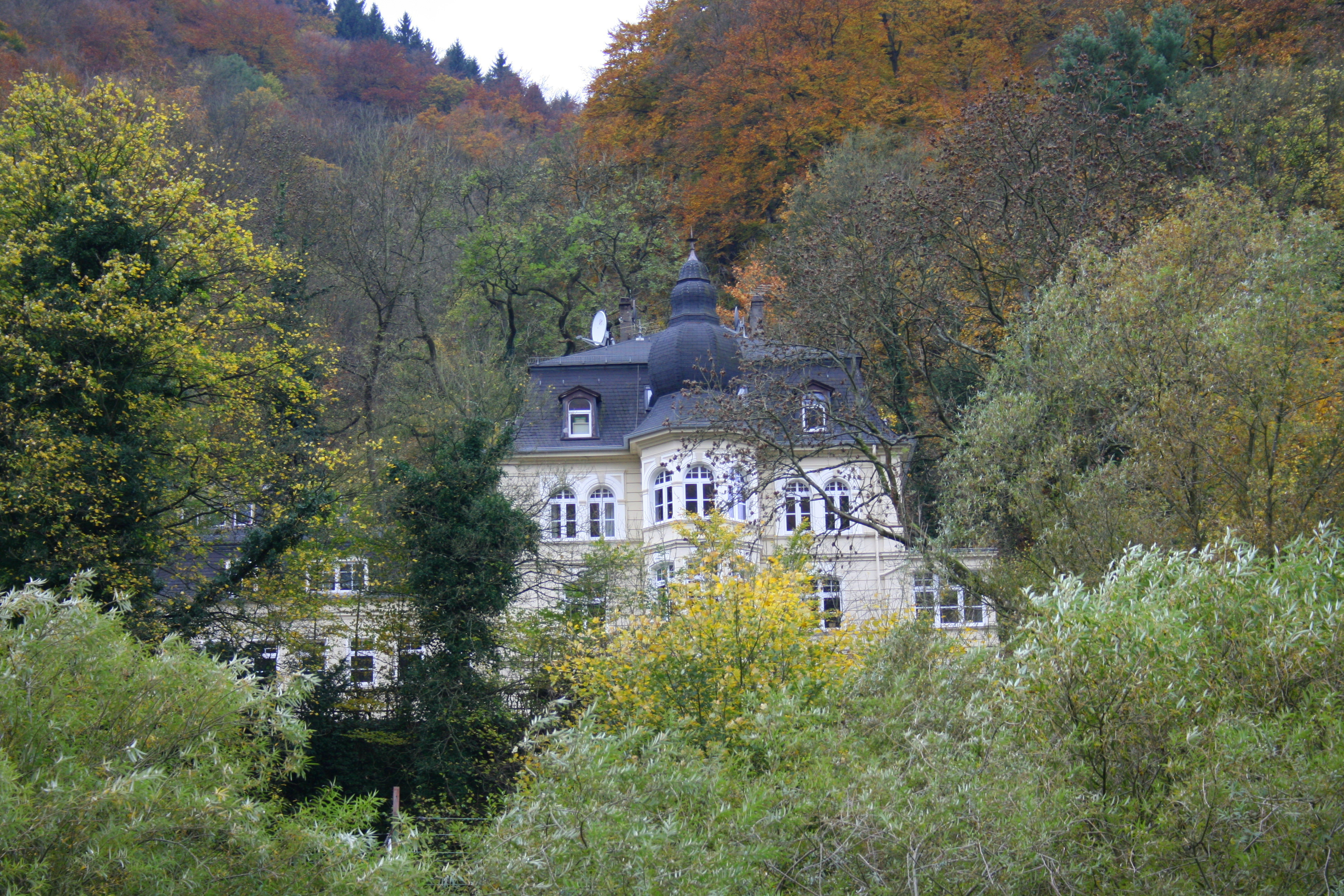
Gustav-Selve-Palais an der Lüdenscheider Straße in Altena

Gustav Selve wurde 1842 in Lüdenscheid als ältester Sohn des Landwirts und Mühlenbesitzers Hermann Dietrich Selve (1813–1881) und dessen Frau Anna Katharina (geb. Selve) (1813–1868) auf deren Hofgut Peddensiepen bei Honsel geboren. Er hatte zwei Brüder und zwei Schwestern.
Am 10. September 1872 heiratete er Maria Fischer (* 9. Mai 1853; † 1929), eine Tochter des Lüdenscheider Fabrikbesitzers und Politikers Heinrich Fischer (1825–1890). Aus der Ehe gingen zwei Töchter und zwei Söhne hervor, von denen einer jedoch jung verstarb. Zwei Jahre nach der Hochzeit bezog er mit seiner Familie eine Villa an der Lüdenscheider Straße in Altena, die aufgrund der aufwendigen Gestaltung von der Altenaer Bevölkerung auch als Villa Alpenburg bezeichnet wurde.

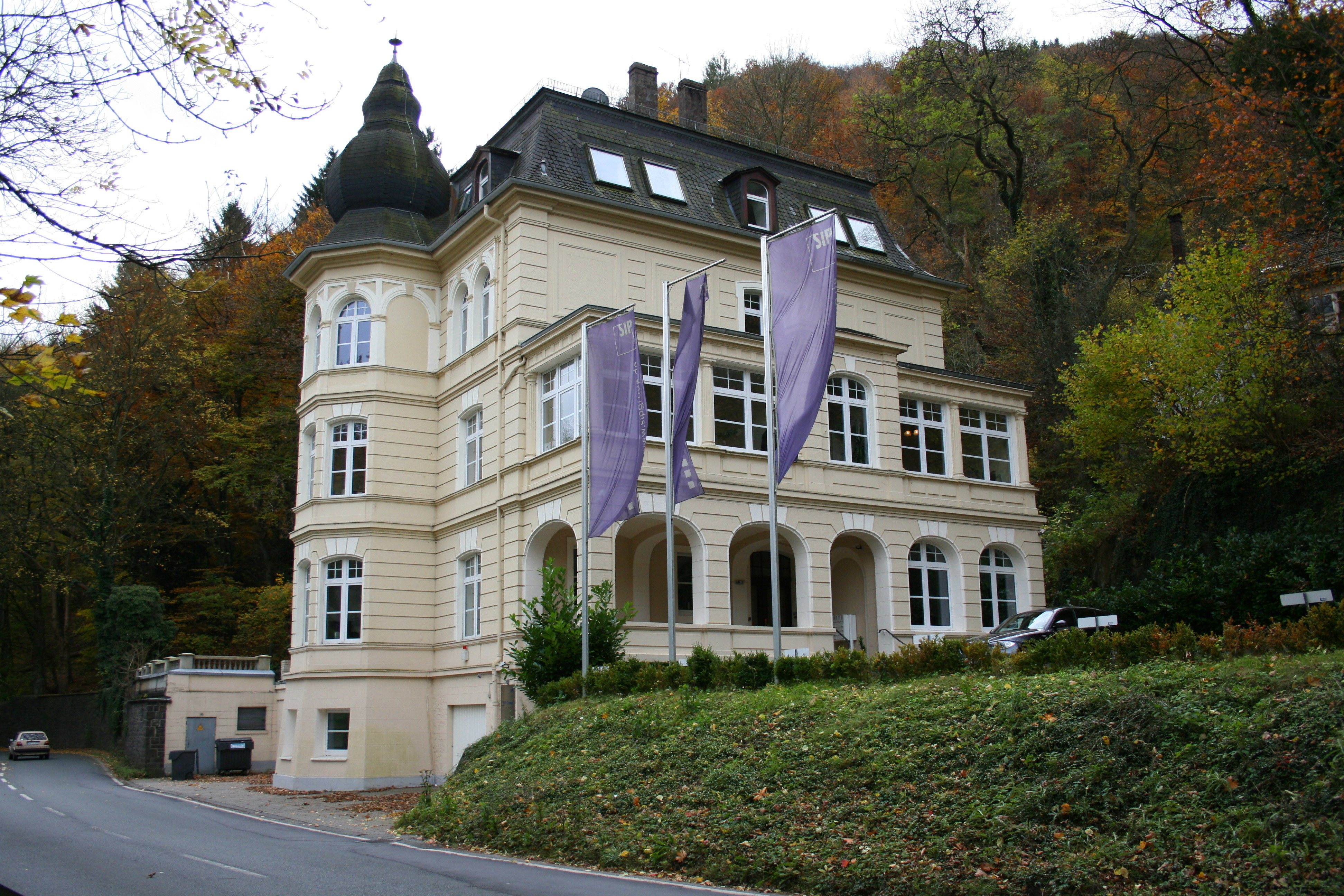

## Unternehmerische Tätigkeit

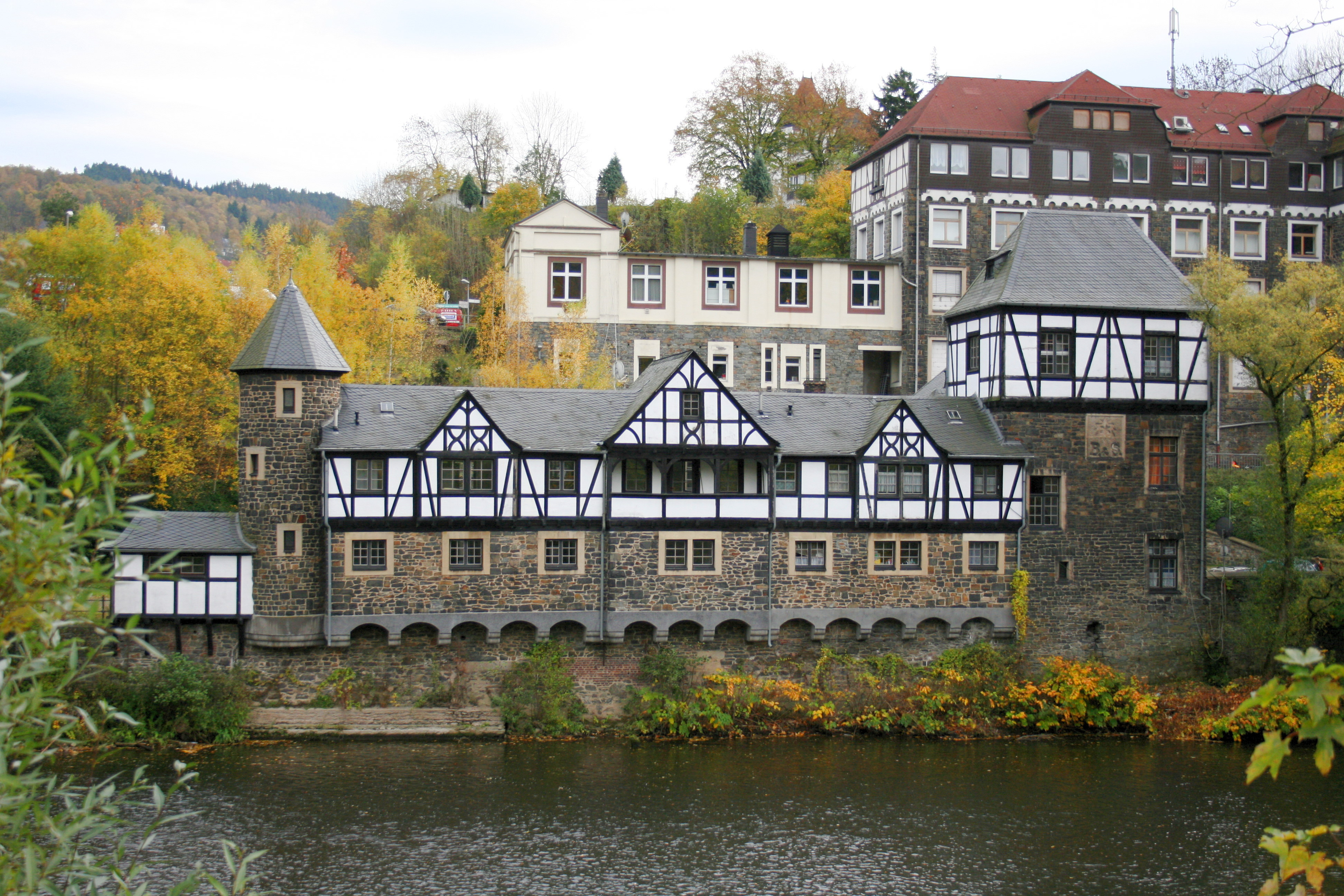
Fabrikgebäude der Fa. Basse & Selve an der Lenne in Altena

Gustav Selve besuchte die Gewerbeschule in Iserlohn. Anschließend arbeitete er zunächst für das Lüdenscheider Kupfer- und Messingwalzwerk Caspar Noell.
Gustav Selves Vater Hermann Diedrich (Dietrich) (* 1813; † 1881) gründete im Jahr 1861 zusammen mit dem Manufakturwarenhändler Carl Basse das Messingwalzwerk Basse & Selve in Bärenstein bei Werdohl, in dem der Sohn fortan arbeitete. 1872 wurde er zum Teilhaber und Geschäftsführer, ab 1883 war er nach dem Rückzug der Familie Basse Alleininhaber des Unternehmens, dessen Firmensitz 1869 nach Altena verlegt worden war.
Mit dem Aluminiumguss wurde ein Werkstoff entwickelt, der für Automobil-, Motorboot- und Luftschiffteile verwendet wurde. Durch die Produktion von Neusilber-Blech für Patronenhülsen, Nickel für Münzplättchen und Messing (Legierung aus Kupfer und Zink) für Beschläge aller Art beschäftigte das Unternehmen Basse & Selve allein in Altena bis zu 2400 Mitarbeiter, weltweit bis zu 3500 Mitarbeiter.
1895 gründete er in Thun im Schweizer Kanton Bern die Firma Schweizerische Metallwerke Selve & Co.

## Soziales und politisches Engagement
Das Gebiet der Wohlfahrtspflege und der Fürsorge um die soziale Lage seiner Arbeiterschaft nahm im Leben Gustav Selves großen Raum ein. Die Schaffung von Arbeiterwohnungen, Kleinkinder- und Handarbeitsschulen, Konsum- und Badeanstalten sowie die Einrichtung eines Unterstützungsfonds für Hilfsbedürftige und eine Fabriksparkasse sind nur einige von ihm ins Leben gerufene Einrichtungen. Im Gegenzug verlangte er von seiner Belegschaft hohe Leistungsbereitschaft. Sein Wahlspruch war „Treue um Treue“. Gustav Selve bedachte seine Stammbelegschaft testamentarisch mit finanziellen Zuwendungen gestaffelt nach Familienstand und Betriebszugehörigkeit. Zum 50-jährigen Firmenjubiläum, zwei Jahres nach Gustav Selves Tod, ließen die Mitarbeiter ihrem verstorbenen Chef auf dem Felssporn zwischen seinem Wohnhaus und einem Teil der Selveschen Werksanlagen ein Denkmal errichten.

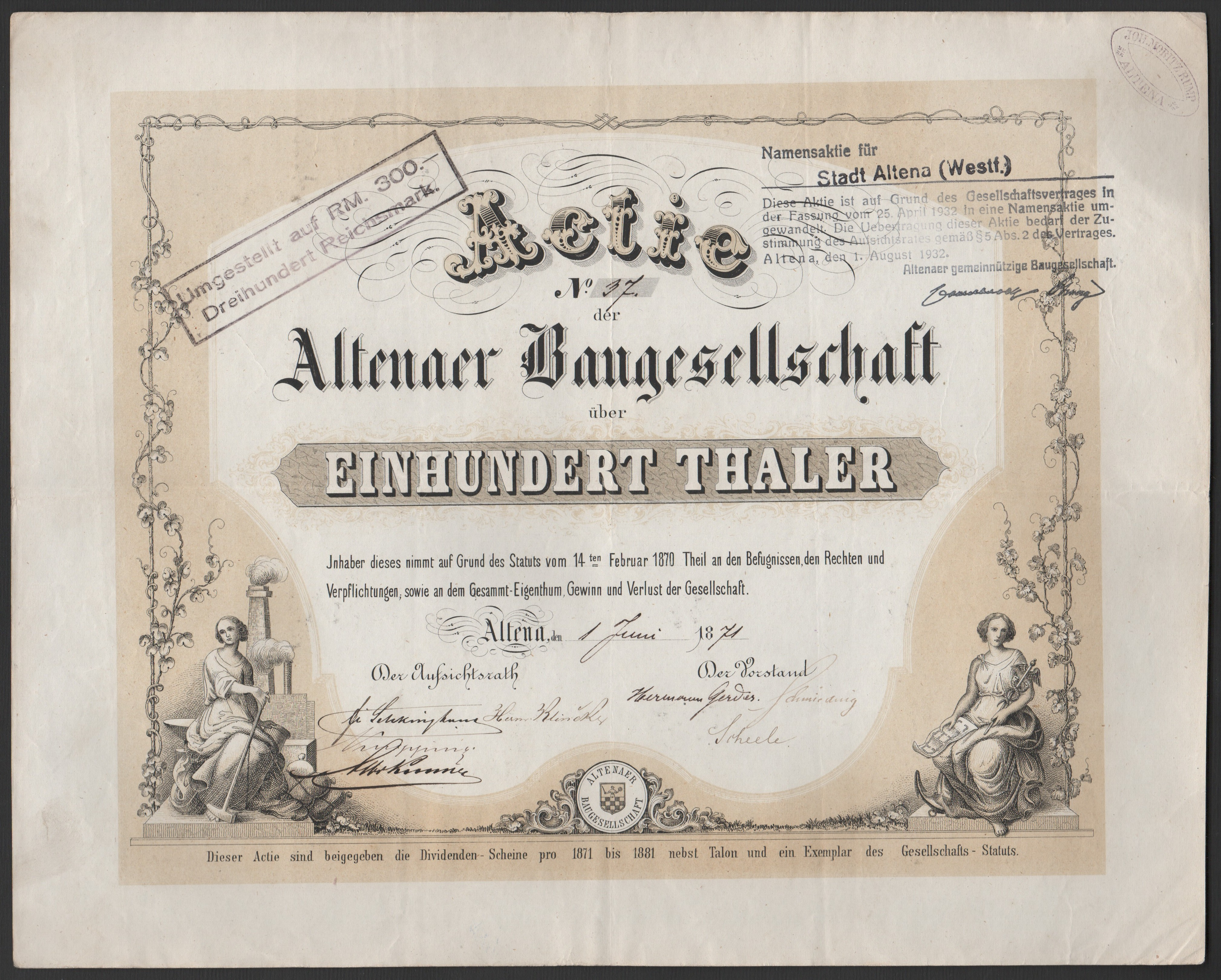
Aktie über 100 Taler der Altenaer Baugesellschaft vom 1. Juni 1871

Die Gründung der Altenaer Baugesellschaft (ABG) im Februar 1870 ging wesentlich auf sein Engagement zurück.
Er war Mitglied im Präsidium der Zentralstelle zur Bekämpfung der Tuberkulose und stiftete 1897 100.000 Mark für die Errichtung einer Lungenheilstätte. Am 1. August 1898 wurde in Lüdenscheid-Hellersen die Volksheilstätte für Lungenkranke des Kreises Altena als erste derartige Einrichtung in der Provinz Westfalen eröffnet.
Politisch war Gustav Selve national-konservativ eingestellt und ein glühender Verehrer des Deutschen Kaisers sowie des Reichskanzlers Otto von Bismarck. Vor Reichstagswahlen belehrte er seine Arbeiter, die immerhin ein Fünftel der Altenaer Bevölkerung ausmachten, welche Partei sie zu wählen hätten, wobei diese dem Rat des Unternehmers folgten. Im Jahr 1895 spendete er 11.000 Mark für ein Bismarck-Standbild auf der Lüdenscheider Straße in Altena, direkt gegenüber in der von ihm bewohnten Villa Alpenburg. Das 2,65 m hohe Standbild aus Bronze wurde nach einem Modell des Bildhauers Arnold Künne gegossen und am 1. September 1895 enthüllt. Das Denkmal wurde im Zweiten Weltkrieg für Rüstungszwecke demontiert und eingeschmolzen.
Ab 1885 war Gustav Selve Stadtverordneter in Altena. Die Stadtverordnetenversammlung wurde nach dem Drei-Klassen-Wahlrecht gewählt. Selve bildete aufgrund seines außerordentlich hohen Einkommens zeitweise alleine die Erste Klasse und konnte so ein Drittel der Stadtverordneten bestimmen. In der Bevölkerung wurde er deswegen oft halb scherzhaft als König von Altena bezeichnet.
Gustav Selve war Mitglied des Vereins Deutscher Ingenieure (VDI) und des VDI-Bezirksvereins an der Lenne.

## Fortgang aus Altena und Tod
Aufgrund der Emissionen seiner Produktionsstätten kam es zu Konflikten mit der Stadt Altena und deren Bevölkerung. Vor allem die Nickelhütte im Werk Schwarzenstein beeinträchtigte mit schädlichen, schwefelhaltigen Emissionen die Landwirtschaft und den Gartenbau in ihrer Umgebung, weshalb es häufiger zu Protesten der Anwohner kam.
Auch mit den anderen Unternehmern der Stadt geriet Selve zunehmend in Konflikt. Da er seinen Arbeitern relativ hohe Löhne zahlte und für die Zeit außergewöhnliche Sozialleistungen bot, verschärfte er in den Augen der örtlichen Konkurrenten den Wettbewerb um Arbeitskräfte erheblich. Auch die Altenaer Einzelhändler sahen in der von Selve für seine Arbeiter betriebenen Konsumanstalt eine starke Konkurrenz.
Bei der Verwaltung der Stadt Altena stieß Selve, der ein stärkeres kommunales soziales Engagement, z. B. im sozialen Wohnungsbau forderte, auf Widerstand. Ausschlaggebend für seinen Fortgang aus Altena war schließlich ein Streit mit dem Magistrat der Stadt. Selve hatte eine oberirdische Stromleitung von seinem Werk Hünengraben zu seiner Villa Alpenburg an der Lüdenscheider Straße verlegen lassen, was auf den Protest von Anwohnern stieß, die darin eine Verschandelung der Straße sahen. Obwohl Selve vorher eine Baugenehmigung eingeholt hatte, ordnete die Stadtverwaltung nach einem über mehrere offene Briefe, die in den Lokalzeitungen veröffentlicht wurden, ausgetragenen Streit an, dass Selve die Stromleitung wieder demontieren musste.

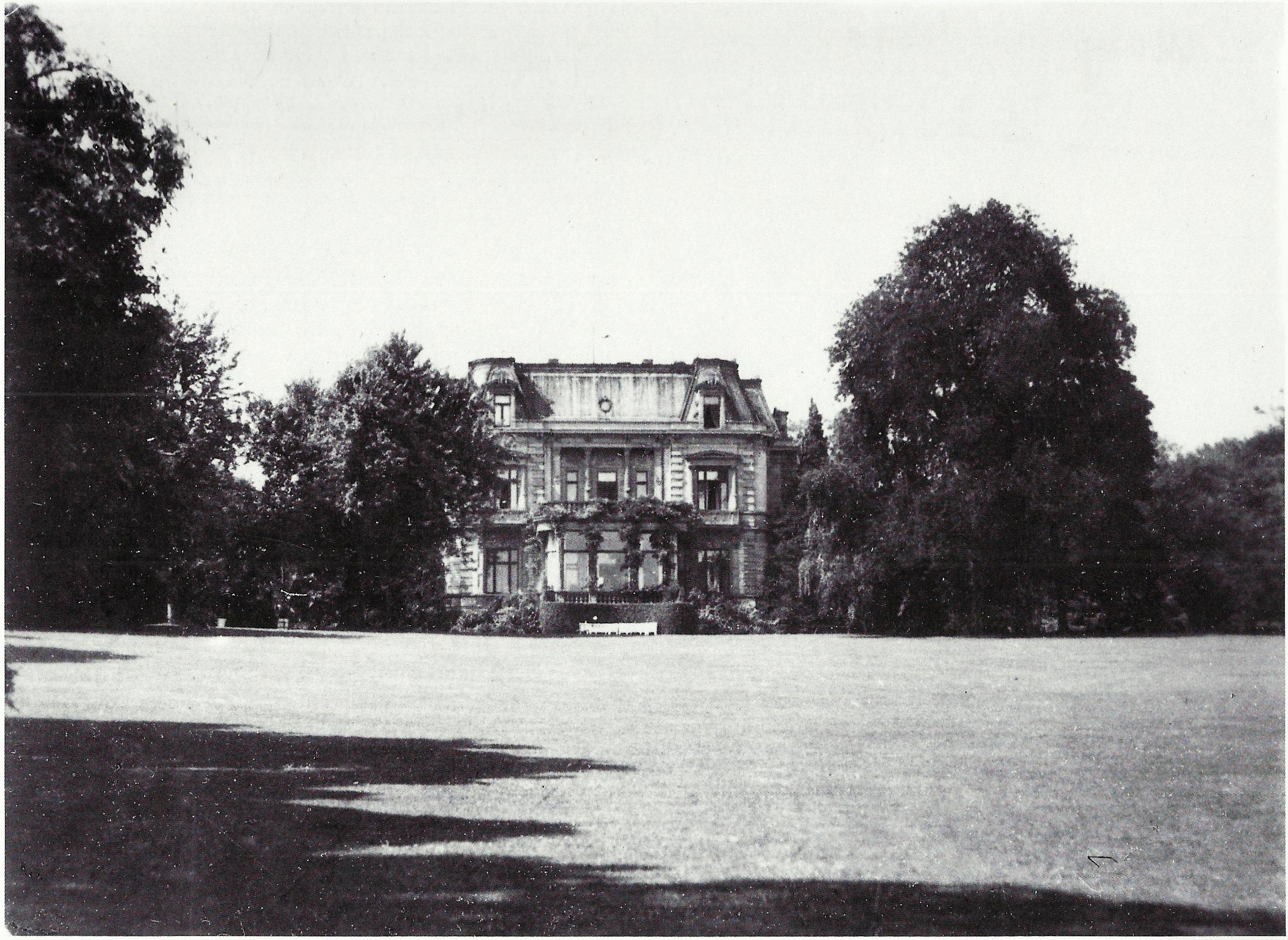
Villa Selve in Bonn, vormals Villa Martius, vom Rhein aus gesehen, 1898

1896 verließ Selve schließlich Altena und zog zunächst nach Bad Honnef. 1899 zog er nach Bonn, wo er die am Rheinufer stehende Villa Martius erworben hatte, die er um eine Gartenhalle erweitern ließ. Die Villa lag im Ortsteil Gronau im Zentrum des heutigen Landschaftsparks zwischen der Villa Loeschigk, die später als Palais Schaumburg bezeichnet wurde, und der Villa Hammerschmidt. Seine unmittelbaren Nachbarn waren hier Prinz Adolf zu Schaumburg-Lippe und dessen Frau Prinzessin Viktoria von Preußen, eine Tochter Kaiser Friedrichs III. und Schwester Kaiser Wilhelms II. Auch von Bonn aus leitete Gustav Selve weiterhin sein Sauerländer Unternehmen. Die Altenaer Villa Alpenburg blieb im Besitz der Familie.
Selve starb in seiner Bonner Villa am 7. November 1909. Seine Asche wurde auf dem Evangelischen Friedhof seiner Geburtsstadt Lüdenscheid beigesetzt, auf dem Gustav Selve bereits 1893 ein Mausoleum als Erbbegräbnis der Familie hatte errichten lassen.
Zum Zeitpunkt seines Todes hatte er die von seinem Vater übernommene Fabrik zu einem multinationalen Konzern aufgebaut. Er besaß Werke in Altena, Hemer, Lüdenscheid, außerdem Produktionsanlagen im Rheinland, in Sachsen, Ostpreußen, der Schweiz und Italien. Am Ende wurde sein jährliches Einkommen auf 1,6 Millionen Mark geschätzt. (Ein Arbeiter Selves verdiente etwa 1000 Mark im Jahr.) Im Jahr 1909 nahm er auf einer Liste der reichsten Einwohner Preußens den 33. Platz ein.
Der Konzern wurde von seinem Sohn Walther von Selve fortgeführt. 1921 wurde Basse & Selve in eine Aktiengesellschaft umgewandelt. Daraus ging später die Vereinigte Deutsche Metallwerke AG (VDM) (später ThyssenKrupp VDM) hervor.

## Ehrungen

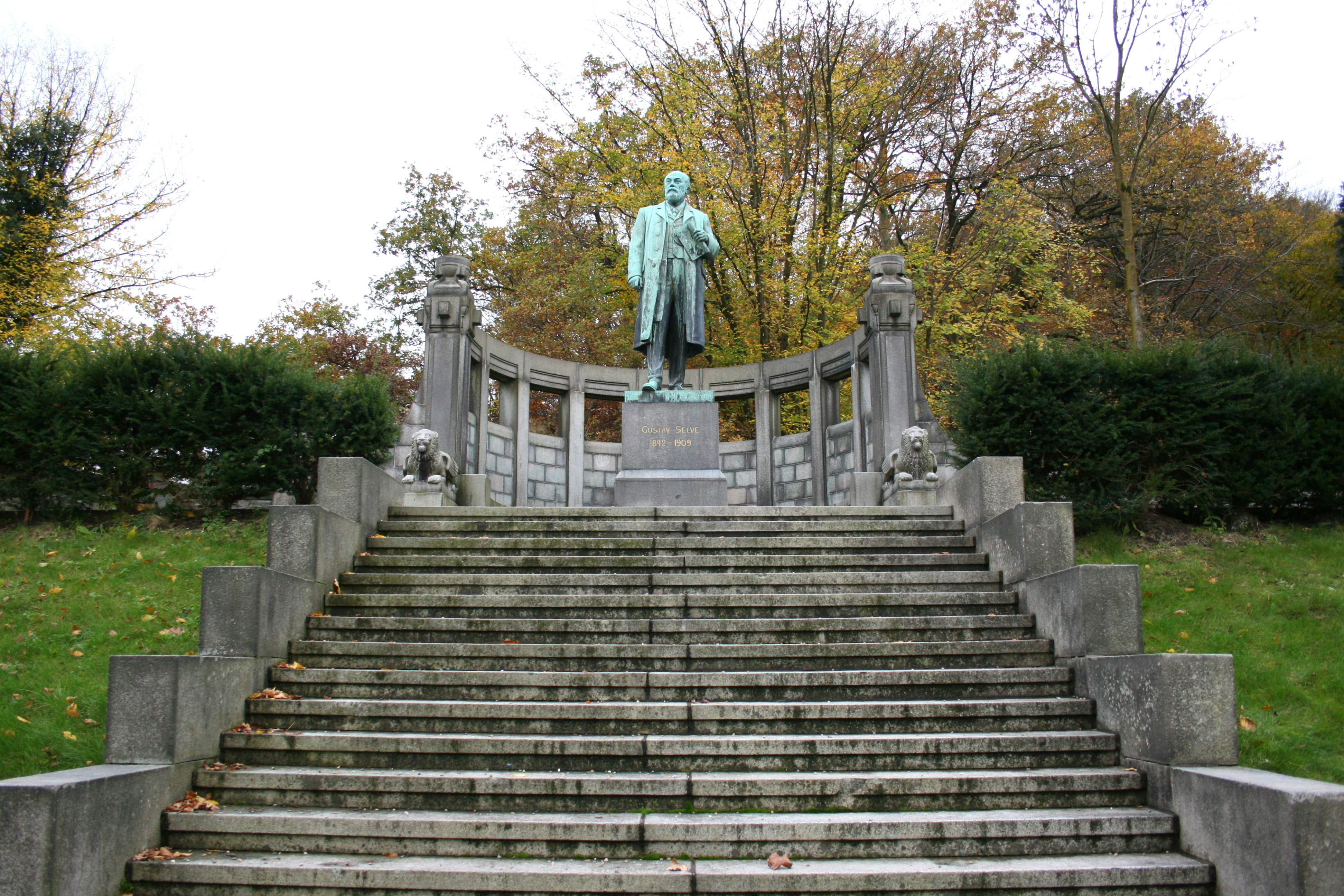
Gustav-Selve-Denkmal in Altena

- 1888 wurde Gustav Selve zum Kommerzienrat, 1897 zum Geheimen Kommerzienrat ernannt.[1]
- 1909 wurde ihm der Königliche Kronen-Orden 3. Klasse verliehen.[1]
- Die Mitarbeiter seiner Altenaer Werke bedankten sich mit der Errichtung des bis heute noch gut erhaltenen Gustav-Selve-Denkmals (im Volksmund zum stillen Gustav genannt) in Altena am Berg zwischen Lenne- und Rahmedetal.[3]
- Ihm zu Ehren sind in Altena die Gustav-Selve-Straße und in Hemer die Selvestraße benannt.